# Pyrrhulina elongata
Pyrrhulina elongata és una espècie de peix de la família dels lebiasínids i de l'ordre dels caraciformes.

## Morfologia
- Els mascles poden assolir 3,7 cm de longitud total.
- Nombre de vèrtebres: 32-33.[4]

## Hàbitat
És un peix d'aigua dolça i de clima tropical.

## Distribució geogràfica
Es troba a Sud-amèrica: conca del riu Tapajós al Brasil.